# Erigone arctica palaearctica
Erigone arctica palaearctica (Braendegaard, 1934) è un ragno, sottospecie dell'Erigone arctica, appartenente alla famiglia Linyphiidae.

## Aspetto
La femmina presenta uno sternum lungo mediamente 0,67 mm e l'epigino 0,44 mm.

L'epigino della sottospecie palearctica è molto simile a quello della E. a. sibirica, ma al centro nella parte esterna è leggermente meno dentellata. L'incavatura della piastra posteriore è un po' più larga della seconda sottospecie.

## Distribuzione
È diffusa in Scandinavia e Russia.

## Tassonomia
La sottospecie è stata osservata l'ultima volta nel 2009.